# Stadler Variobahn

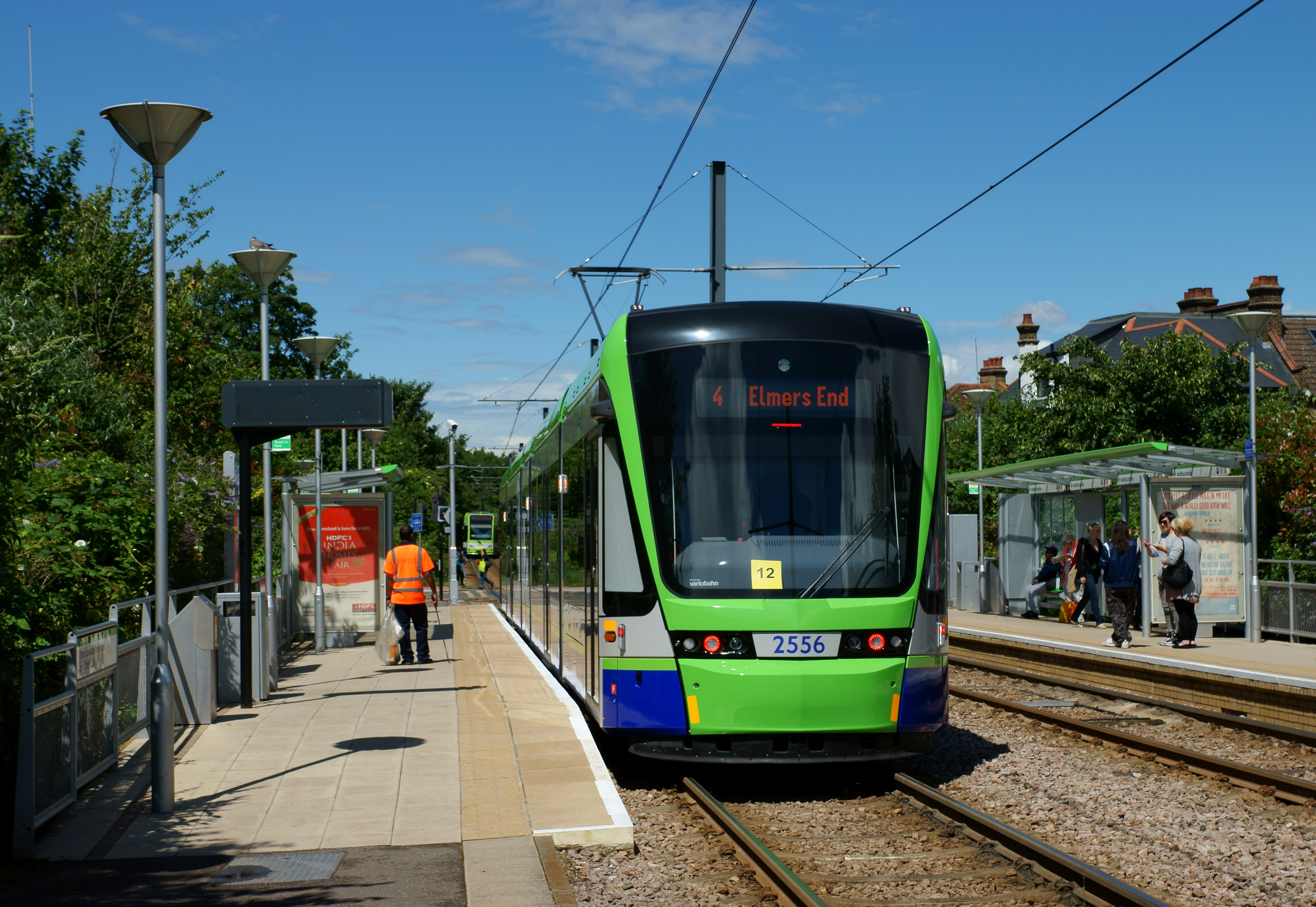
Variobahn у лондонській мережі Tramlink

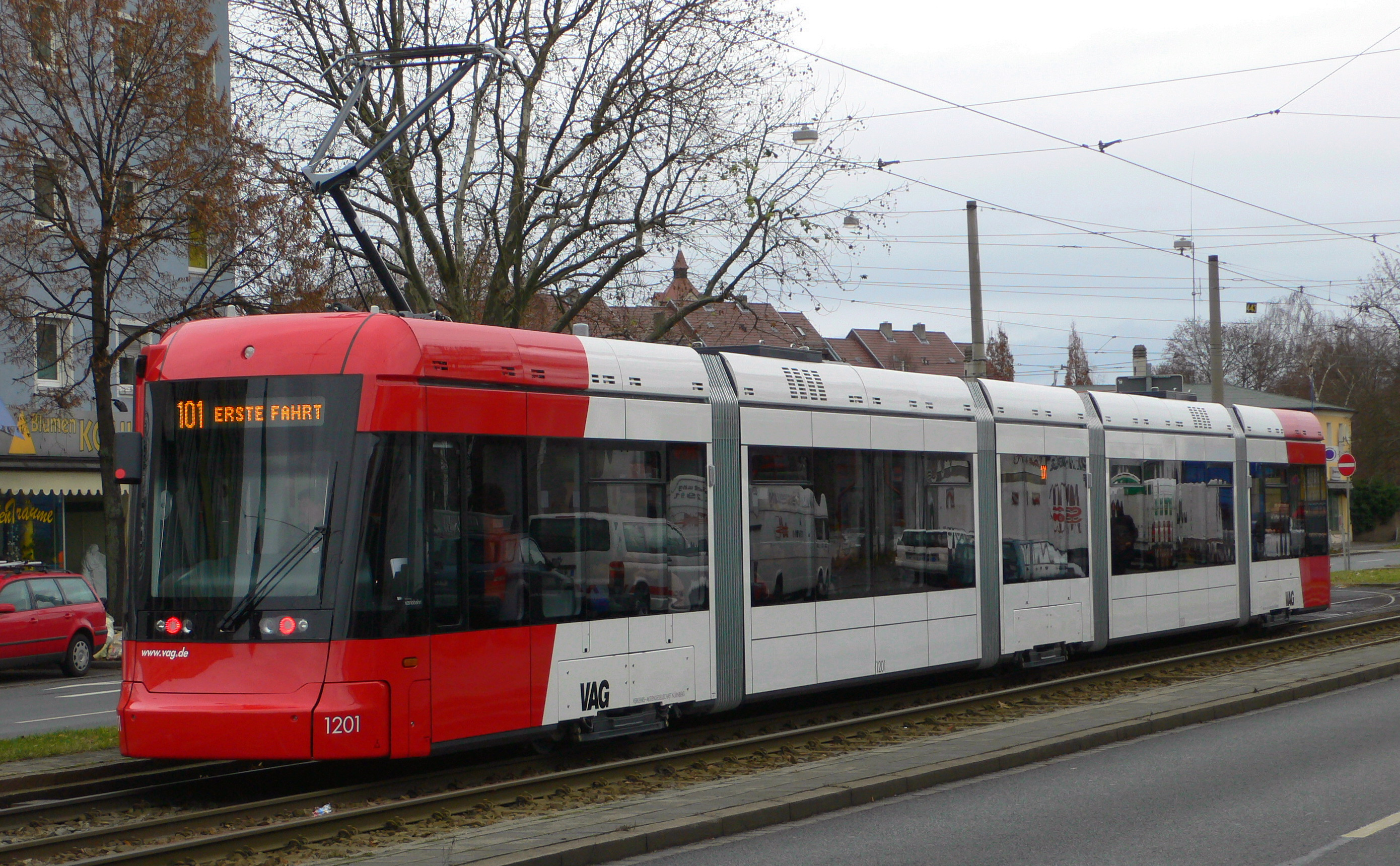
Variotram у Нюрнберзі, Німеччина

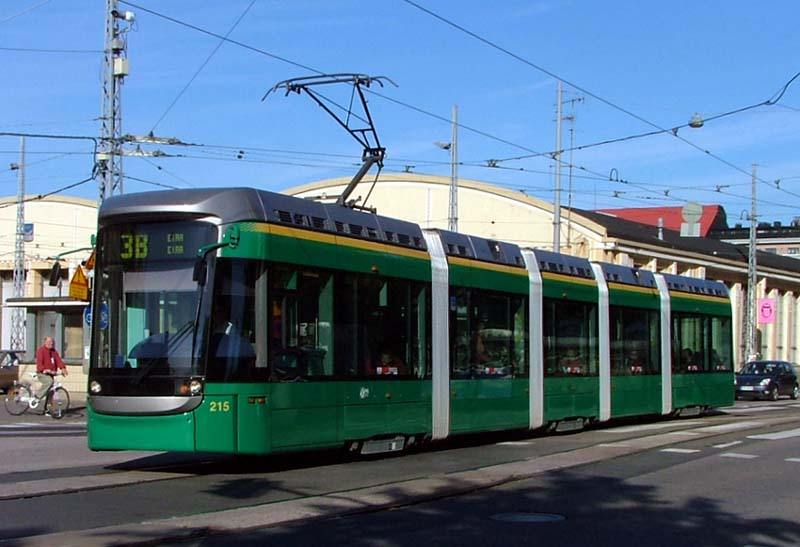
Variotram у Гельсінкі, Фінляндія

Stadler Variobahn (який раніше випускався як ABB Variotram, Adtranz Variotram і Bombardier Variotram) — розроблена у Німеччині модель зчленованого низькопідлогового трамвая і легкорейкового транспорту. 
З моменту появи на ринку в 1993 році «Variobahn» вироблявся різними компаніями — ABB, Adtranz, Bombardier Transportation, а з 2001 року — Stadler Rail. 
Станом на 2009 рік було замовлено 254 трамваї з опціоном на 110 штук. 
Вартість одиниці становить близько 2,5 мільйонів євро

. 
Операторами є Graz Holding, Bergen Light Rail, Chemnitz Tramway, Verkehrsverbund Rhein-Ruhr, трамвай регіону Рейн-Неккар та Tramlink.

## Історія

### Прототипи та раннє постачання
«Variotram» вперше розроблено «ABB» в Henschel, а прототип був запущений в 1993 році для Хемніцького трамвая у Німеччині, оперованого Chemnitzer Verkehrs-Aktiengesellschaft (CVAG). 
Серійне постачання з невеликими модифікаціями було здійснено в 1998 — 2001 рр, внаслідок чого загальна кількість складів для Хемніца досягла тридцяти. 
З них 24 експлуатувалися «CVAG» і шість City-Bahn Chemnitz. 
У 1995 році підрозділ, що займався виробництвом поїздів компанії «ABB», об'єднали з «Adtran». 
Один прототип наступного року продано Дуйсбурзькому штадтбану, але серійне постачання в Дуйсбург так і не почалися 

. 
Прототип зараз перебуває у приватній власності та зберігається у Норвегії.
У 1996 році поставлено шість трамваїв для роботи на лінії швидкісного трамвая між Мангаймом, Гайдельбергом і Вайнгаймом, Німеччина, яку експлуатує компанія Oberrheinischen Eisenbahn-Gesellschaft. 
У 2001 — 2007 рр замовлено додатково 20 трамваїв. 
У 2002 до них додалися вісім одиниць Гайдельберзького трамвая, а у 2001-2007 роках — 16 трамваїв Мангаймського трамвая
. 
У 1996 році мережа легкорейкового транспорту Сіднея в Австралії придбала сім трамваїв, побудованих у Данденонгу. 
Всі вони були відкликані до середини 2015 року, а 6, що залишилися, виставлені на продаж 
.
Сіднейські трамваї не продавалися, п'ять були списані на початку 2018 року, а останній збудований номер 2107 передано Сіднейському трамвайному музею в жовтні 2018 року для консервації. 

### Гельсінкі
У 1998 — 2003 рр Міське транспортне підприємство Гельсінкі (HKL) придбало 40 вагонів Variotram для використання у мережі Гельсінського трамвая 
. 
Ці трамваї побудовано компанією Transtech (яка пізніше виробила нові моделі Artic) в Отанмякі згідно з угодрю про трансфер технологій з Adtranz. За цей час компанію придбав «Bombardier», який успадкував дизайн у 2000 році, в результаті чого трамваї Гельсінкі стали єдиними вагонами Variotram, що вироблялися під маркою «Bombardier».
Вагони «Variotram», що знаходилися в експлуатації, виявилися непридатними для трамвайної мережі Гельсінкі через численні технічні проблеми, у тому числі тріщини у візках і каркасах кузовів транспортних засобів. 
До 2009 року в робочому стані найчастіше знаходилося менше половини трамваїв 

.
«HKL» визнала стан трамваїв «Bombardier» незадовільним, але після довгої серії переговорів у травні 2007 року було досягнуто компромісу, коли відповідальність за утримання трамваїв передано «Bombardier». 
У контракті, узгодженому у травні 2007 року, йдеться, що, починаючи з травня 2008 року, якщо понад чотири «Variotram» у Гельсінкі не будуть у робочому стані, «Bombardier» має сплачувати HKL щоденний штраф за кожен непрацюючий трамвай. 
Якщо понад вісім трамваїв перебувають у неробочому стані, «HKL» має право розірвати договір та повернути трамваї «Bombardier», який зобов'язаний повернути 76 мільйонів євро, які HKL заплатила за трамваї. 
Щоб виконати вимоги угоди, «Bombardier» у середині 2008 року відкрила власну майстерню з технічного обслуговування в Гельсінкі, розташовану на території колишнього електродепо VR Group у Пасілан-Конепаю. 

У серпні 2017 року після довгих переговорів між «HKL» та «Bombardier» було підписано контракт про скасування покупки «Variotrams». 
«Bombardier» виплатить «HKL» 33 мільйони євро як компенсацію за коротший, ніж спочатку обумовлений у контракті, термін служби трамваїв. 
«HKL» почало повертати трамваї до «Bombardier» з 2018 року 
.

### Stadler

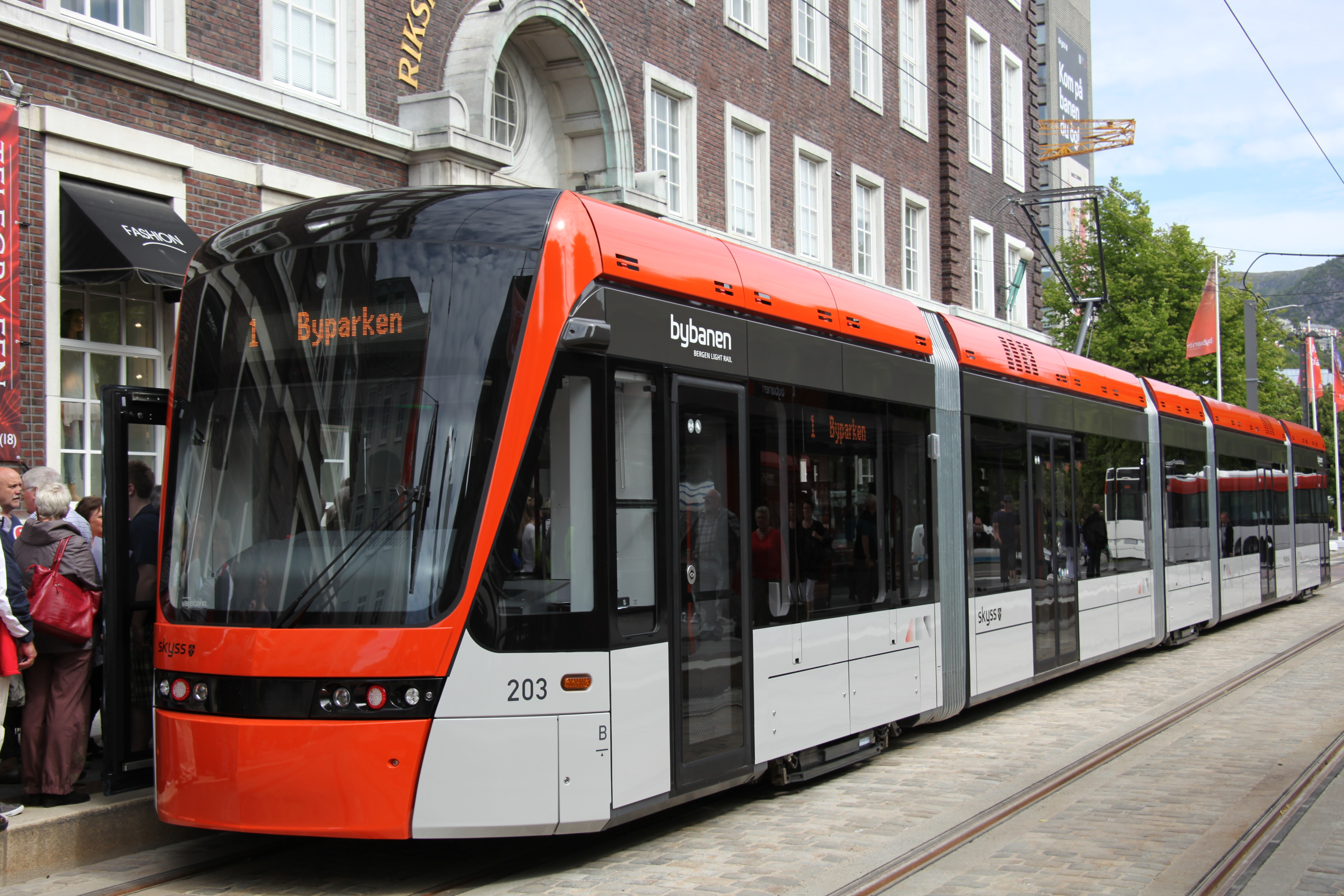
Stadler Variobahn у Бергені

Щоб сконцентруватися на власній серії транспортних засобів Flexity, «Bombardier» досягла угоди з Європейською комісією, згідно з якою «Bombardier» продасть підрозділ «Variotram» швейцарській «Stadler Rail» 
.

## Технічні характеристики
Variotram — низькопідлоговий легкорейковий трамвай, призначений для роботи у центрі міста. 
Оскільки замовники різняться у вимогах, Variotram має гнучкість у специфікаціях. 
Потяги можуть бути побудовані як одно- або двоспрямований, з 70 або 100% низькою підлогою. 
Ширина колії може становити 1435 мм або 1000 мм. Ширина вагона може бути 2,3 м, 2,4 м, 2,5 м і 2,65 м. 
Довжина змінюється від кількості шарнірних модулів (3, 4, 5 або 7). 
Висота підлоги становить 350 мм над рейкою. 
Розташування сидячих і стоячих місць є гнучким, трамваї мають двері шириною 1350 мм. 
Трамвай має двигун-колесо на всіх колесах, що усуває потребу в осях і візках . 
Ці компактні двигуни є ключем до концепції низької підлоги, оскільки їх можна розмістити під сидіннями. Це дозволяє на всю довжину трамвая бути доступним без кроків з платформ.

Кілька конфігурацій трамваїв можна налаштувати відповідно до кожного трамваю. 
На додаток до чотирьох можливих ширин і вибору колії, трамваї можуть бути виготовлені на замовлення для необхідної довжини. 
Трамваї будуються модально, щоб потім їх можна було перебудувати або розширити. 

Усі побудовані на сьогодні трамваї мають п’ять модулів і дванадцять коліс. 
Трамваї доступні з чотирма параметрами двигуна: чотири або шість коліс з двигунами потужністю 95 кВ (127 к.с.) або вісім або дванадцять коліс з двигунами потужністю 45 кіловатів (60 к.с.). 
Довжина зроблених моделей коливалася від 24,4 до 42,8 м (Гельсінкі та Мангайм відповідно). 
Аналогічно, маса вагона коливається від 35 до 50 тонн. 
Кількість місць для сидіння коливається від 38 (Герц) до 100 (Гайдельберг), у той час, як у версії Дуйсбург кількість стоячих місць досягає 193.

## Продукція
| Мережа                         | Власник                                   | Кількість | Постачання | Довжина | Ширина | Ширина колії | Операції | Сидях | Стоячих | Макс потужність kW | Ref                  |
| ------------------------------ | ----------------------------------------- | --------- | ---------- | ------- | ------ | ------------ | -------- | ----- | ------- | ------------------ | -------------------- |
| City-Bahn Chemnitz             | Chemnitzer Verkehrs-Aktiengesellschaft    | 14        | 1993-2000  | 31.4 м  | 2.65 м | 1435 мм      | Uni      | 89    | 123     | 8 x 45 kW          | [ 15 ] [ 16 ]        |
| City-Bahn Chemnitz             | Chemnitzer Verkehrs-Aktiengesellschaft    | 10        | 2000       | 31.4 м  | 2.65 м | 1435 мм      | Bi       | 74    | 124     | 8 x 45 kW          | [ 15 ] [ 16 ]        |
| City-Bahn Chemnitz             | City-Bahn Chemnitz                        | 6         | 2001       | 31.4 м  | 2.65 м | 1435 мм      | Bi       | 74    | 124     | 8 x 45 kW          | [ 15 ] [ 16 ]        |
| Трамвай Мангайма               | MVV Verkehr                               | 6         | 1996       | 32.2 м  | 2.5 м  | 1,000 мм     | Bi       | 90    | 100     | 4 x 95 kW          | [ 2 ]                |
| Трамвай Мангайма               | MVV Verkehr                               | 16        | 2002–07    | 42.7 м  | 2.4 м  | 1,000 мм     | Uni      | 129   | 130     | 6 x 95 kW          | [ 2 ]                |
| Трамвай Мангайма               | MVV Verkehr                               | 20        | 2002–07    | 30.5 м  | 2.4 м  | 1,000 мм     | Bi       | 80    | 90      | 4 x 95 kW          | [ 2 ]                |
| Дуйсбурзький штадтбан          | Duisburger Verkehrsgesellschaft           | 1         | 1996       | 33.8 м  | 2.3 м  | 1,435 мм     | Bi       | 38    | 193     | 8 x 45 KW          | [ 17 ] [ 18 ]        |
| Inner West Light Rail (Сідней) | Transport for NSW                         | 7         | 1997-98    | 28.0 м  | 2.65 м | 1,435 мм     | Bi       | 74    | 143     | 8 x 45 KW          | [ 5 ]                |
| Гельсінський трамвай           | Міське транспортне підприємство Гельсінкі | 40        | 1998-2004  | 24.4 м  | 2.3 м  | 1000 мм      | Uni      | 55    | 80      | 12 x 45 kW         | [ 7 ]                |
| Гайдельберзький трамвай        | Heidelberger Straßen- und Bergbahn        | 8         | 2002       | 39.4 м  | 2.4 м  | 1000 мм      | Bi       | 100   | 130     | 6 x 95 kW          | [ 17 ] [ 18 ]        |
| Трамвай Мангайма               | Verkehrsbetriebe Ludwigshafen am Rhein    | 8         | 2003       | 30.5 м  | 2.4 м  | 1000 мм      | Uni      | 88    | 90      | 4 x 95 kW          | [ 2 ]                |
| Трамвай Бохума                 | BOGESTRA                                  | 30        | 2007-11    | 29.6 м  | 2.3 м  | 1000 мм      | Bi       | 68    | 120     | 8 x 45 kW          | [ 19 ]               |
| Нюрнберзький трамвай           | Verkehrs-Aktiengesellschaft Nürnberg      | 8         | 2007       | 33.8 м  | 2.3 м  | 1,435 мм     | Uni      | 87    | 147     | 8 x 45 kW          | [ 2 ]                |
| Мюнхенський трамвай            | Münchner Verkehrsgesellschaft             | 14        | 2008-11    | 33.8 м  | 2.3 м  | 1,435 мм     | Uni      | 87    | 147     | 8 x 45 kW          | [ 20 ] [ 21 ]        |
| Бергенський швидкісний трамвай | Hordaland County Municipality             | 26        | 2009-17    | 42.2 м  | 2.65 м | 1,435 мм     | Bi       | 98    | 182     | 8 x 45 kW          | [ 14 ] [ 22 ]        |
| Бергенський швидкісний трамвай | Vestland County Municipality              | 6         | 2022-2023  | 42.2 м  | 2.65 м | 1,435 мм     | Bi       | 98    | 182     | 8 x 45 kW          | [ 14 ] [ 22 ]        |
| Трамвай Граца                  | Graz AG Verkehrsbetriebe                  | 45        | 2009–      | 27.0 м  | 2.3 м  | 1,435 мм     | Uni      | 38    | 113     | 8 x 45 kW          | [ 23 ]               |
| Потсдамський трамвай           | Verkehrsbetrieb Potsdam                   | 18        | 2010–      | 32.2 м  | 2.3 м  | 1,435 мм     | Uni      | 57    | 118     | 8 x 45 kW          | [ 3 ] [ 24 ] [ 25 ]  |
| Tramlink                       | Transport for London                      | 6         | 2011–12    | 32 м    | 2.65 м | 1,435 мм     | Bi       | 72    | 134     |                    | [ 26 ] [ 27 ]        |
| Tramlink                       | Transport for London                      | 6         | 2014–16    | 32 м    | 2.65 м | 1,435 мм     | Bi       | 72    | 134     |                    | [ 26 ] [ 27 ]        |
| Aarhus Letbane                 | Aarhus Letbane                            | 14        | 2016–17    | 32.56 м | 2.65 м | 1,435 мм     | Bi       | 84    | 132     | 8 x 45 kW          | [ 28 ] [ 29 ] [ 30 ] |